# Bruno Bancher
Bruno Bancher (né Banker) est un résistant communiste, vivant dans la ville de Sevran, né en 1925 à Gorica, alors en Slovénie. Il meurt le 29 août 1944 à Aulnay-sous-Bois.

## Biographie
Bruno Bancher s’inscrit dans une tradition de résistants communistes, comme l'étaient ses parents et un grand nombre de membres de sa famille. 
Son père, d’origine italienne, est un antifasciste qui périt dans une prison politique de Mussolini. La mère de Bruno Bancher, d’origine yougoslave, est aussi une résistante.
La famille Bancher vit à Ljubljana (aujourd'hui capitale de la Slovénie), et fait partie du Parti communiste yougoslave clandestin. Dans les années 1930, plusieurs membres de sa famille meurent sous les balles du régime dictatorial policier du royaume de Yougoslavie, notamment son père, sa sœur et le mari de celle-ci.
Après ce désastre, et des tortures à répétition, la mère de Bruno décide de fuir la Yougoslavie avec ses deux enfants : Bruno et Rinaldi dit « Brazzo ». À Sevran, elle travaille en tant que femme de ménage dans la clandestinité, auprès d’une famille résistante. Bruno est alors âgé de dix ans.
La famille loge au Café-Tabac de la Place, devenu Le Balto, place Gaston-Bussière. Le café tabac est alors tenu par la famille Goudard, mais l'immeuble appartenait toujours à la famille Astruc, précédents propriétaires.
Bruno Bancher apprend le métier de maçon avant la Seconde Guerre mondiale.
Dès l’invasion allemande, il entre en résistance. Il travaille à cette époque à la ferme Montceleux. « Il fut convoqué au début de 1944, au titre du STO, par l’Organisation Todt pour travailler à la construction du mur de l’Atlantique ». Cependant, opposé à l’idéologie nazie, il s’échappe du chantier du IIIe Reich, comme d'autres communistes.
Il fuit en région parisienne, mais ne rentre pas à Sevran, par mesure de sécurité. Il est alors hébergé par une militante communiste, fiancée d’un résistant sevranais, résidant à Saint-Germain-en-Laye.
Il reste en contact avec les résistants de Sevran. Il intègre deux grandes organisations résistantes : il est « membre des FTP garibaldiens, groupe 143, participe avec ses camarades à de nombreuses actions pour libérer Sevran : occupation du pont de chemin de fer, assaut de la ferme Petit, du Pont Blanc et de la Marine, encerclement de l’ennemi rejeté hors du Clos Montceleux ».
Le 20 août 1944, Bruno Bancher participe aux combats pour la libération de la ville, tandis que son frère, de retour en Yougoslavie, se bat aux côtés de Tito, puis intègre une délégation de libération yougoslave de l’ONU siégeant à Paris.
Le 27 août, des coups de feu de l'occupant nazi sont entendus vers la place de Sevran. Bruno Bancher tire depuis le pont du chemin de fer, touchant un soldat allemand. Il est lui-même mortellement blessé au bord du canal de l'Ourcq et ses camarades parviennent à le conduire au dispensaire. Il meurt de ses blessures le lendemain 28 août 1944.